# بییو (کلمبیا)
بییو (کلمبیا) (به اسپانیایی: Bello, Antioquia) یک سکونتگاه مسکونی در کلمبیا است که در Aburrá Valley واقع شده‌است.

## خصوصیات
بییو ۱۴۲٫۳۶ کیلومترمربع مساحت و ۵۳۲٬۹۷۳ نفر جمعیت دارد و ۱٬۳۱۰ متر بالاتر از سطح دریا واقع شده‌است.